# Molophilus (Molophilus) obtusilobus
Molophilus (Molophilus) obtusilobus is een tweevleugelige uit de familie steltmuggen (Limoniidae). De soort komt voor in het Oriëntaals gebied.